# Niemiecka Republika Demokratyczna na Zimowych Igrzyskach Olimpijskich 1988
Reprezentacja NRD na Zimowych Igrzyskach Olimpijskich 1988 liczyła 53 zawodników - 36 mężczyzn i 17 kobiet, którzy wystąpili w ośmiu dyscyplinach sportowych. Reprezentanci tego kraju zdobyli łącznie dwadzieścia pięć medali - dziewięć złotych, dziesięć srebrnych i sześć brązowych. Reprezentacja NRD zajęła drugie miejsce w klasyfikacji medalowej.
Najmłodszym zawodnikiem z NRD podczas ZIO 1988 była Peggy Schwarz (16 lat i 164 dni), a najstarszym - Bernhard Lehmann (39 lat i 101 dni).

## Zdobyte medale
| Medal  | Zawodnicy                                                    | Dyscyplina           | Konkurencja                |
| ------ | ------------------------------------------------------------ | -------------------- | -------------------------- |
| Złoto  | Frank-Peter Roetsch                                          | Biathlon             | Sprint mężczyzn            |
| Złoto  | Frank-Peter Roetsch                                          | Biathlon             | Bieg indywidualny mężczyzn |
| Złoto  | Katarina Witt                                                | Łyżwiarstwo figurowe | Solistki                   |
| Złoto  | Jens Müller                                                  | Saneczkarstwo        | Jedynki mężczyzn           |
| Złoto  | Jörg Hoffmann Jochen Pietzsch                                | Saneczkarstwo        | Dwójki mężczyzn            |
| Złoto  | Steffi Martin                                                | Saneczkarstwo        | Jedynki kobiet             |
| Złoto  | Uwe-Jens Mey                                                 | Łyżwiarstwo szybkie  | 500 m mężczyzn             |
| Złoto  | André Hoffmann                                               | Łyżwiarstwo szybkie  | 1500 m mężczyzn            |
| Złoto  | Christa Luding                                               | Łyżwiarstwo szybkie  | 1000 m kobiet              |
| Srebro | Wolfgang Hoppe Bogdan Musiol                                 | Bobsleje             | Dwójki mężczyzn            |
| Srebro | Wolfgang Hoppe Dietmar Schauerhammer Bogdan Musiol Ingo Voge | Bobsleje             | Czwórki mężczyzn           |
| Srebro | Stefan Krauße Jan Behrendt                                   | Saneczkarstwo        | Dwójki mężczyzn            |
| Srebro | Ute Oberhoffner                                              | Saneczkarstwo        | Jedynki kobiet             |
| Srebro | Uwe-Jens Mey                                                 | Łyżwiarstwo szybkie  | 1000 m mężczyzn            |
| Srebro | Christa Luding                                               | Łyżwiarstwo szybkie  | 500 m kobiet               |
| Srebro | Karin Enke                                                   | Łyżwiarstwo szybkie  | 1000 m kobiet              |
| Srebro | Karin Enke                                                   | Łyżwiarstwo szybkie  | 1500 m kobiet              |
| Srebro | Andrea Ehrig-Mitscherlich                                    | Łyżwiarstwo szybkie  | 3000 m kobiet              |
| Srebro | Andrea Ehrig-Mitscherlich                                    | Łyżwiarstwo szybkie  | 5000 m kobiet              |
| Brąz   | Bernhard Lehmann Mario Hoyer                                 | Bobsleje             | Dwójki mężczyzn            |
| Brąz   | Cerstin Schmidt                                              | Saneczkarstwo        | Jedynki kobiet             |
| Brąz   | Karin Enke                                                   | Łyżwiarstwo szybkie  | 500 m kobiet               |
| Brąz   | Andrea Ehrig-Mitscherlich                                    | Łyżwiarstwo szybkie  | 1500 m kobiet              |
| Brąz   | Gabi Zange                                                   | Łyżwiarstwo szybkie  | 3000 m kobiet              |
| Brąz   | Gabi Zange                                                   | Łyżwiarstwo szybkie  | 5000 m kobiet              |

## Wyniki reprezentantów NRD

### Biathlon
Mężczyźni
- Birk Anders

sprint - 4. miejsce
- Matthias Jacob

bieg indywidualny - 9. miejsce
- Frank Luck

sprint - 6. miejsce
- Frank-Peter Roetsch

sprint - 
bieg indywidualny - 
- André Sehmisch

sprint - 5. miejsce
bieg indywidualny - 7. miejsce
- Jürgen Wirth

bieg indywidualny - 16. miejsce
- Jürgen Wirth
Frank-Peter Roetsch
Matthias Jacob
André Sehmisch

sztafeta - 5. miejsce

### Biegi narciarskie
Mężczyźni
- Uwe Bellmann

15 km stylem klasycznym - 5. miejsce
30 km stylem klasycznym - 15. miejsce
50 km stylem dowolnym - 8. miejsce
- Holger Bauroth

15 km stylem klasycznym - 21. miejsce
30 km stylem klasycznym - 22. miejsce
50 km stylem dowolnym - 5. miejsce
Kobiety
- Silke Braun-Schwager

5 km stylem klasycznym - 25. miejsce
- Simone Greiner-Petter-Memm

10 km stylem klasycznym - 21. miejsce
20 km stylem dowolnym - 15. miejsce
- Susann Kuhfittig

5 km stylem klasycznym - 37. miejsce
10 km stylem klasycznym - 23. miejsce
20 km stylem dowolnym - 38. miejsce
- Kerstin Moring

5 km stylem klasycznym - 19. miejsce
10 km stylem klasycznym - 25. miejsce
20 km stylem dowolnym - 7. miejsce
- Simone Opitz

5 km stylem klasycznym - 13. miejsce
10 km stylem klasycznym - 10. miejsce
20 km stylem dowolnym - 5. miejsce
- Kerstin Moring
Simone Opitz
Silke Braun-Schwager
Simone Greiner-Petter-Memm

sztafeta - 5. miejsce

### Bobsleje
Mężczyźni
- Wolfgang Hoppe
Bogdan Musiol

Dwójki - 
- Bernhard Lehmann
Mario Hoyer

Dwójki - 
- Wolfgang Hoppe
Dietmar Schauerhammer
Bogdan Musiol
Ingo Voge

Czwórki - 
- Detlef Richter
Bodo Ferl
Ludwig Jahn
Alexander Szelig

Czwórki - 8. miejsce

### Kombinacja norweska
Mężczyźni
- Marko Frank

Gundersen - 8. miejsce
- Thomas Prenzel

Gundersen - 9. miejsce
- Uwe Prenzel

Gundersen - 4. miejsce
- Thomas Prenzel
Marko Frank
Uwe Prenzel

sztafeta - 5. miejsce

### Łyżwiarstwo figurowe
Kobiety
- Simone Koch

solistki - 9. miejsce
- Katarina Witt

solistki - 
Mężczyźni
- Michael Huth

soliści - 23. miejsce
Pary
- Peggy Schwarz
Alexander König

Pary sportowe - 7. miejsce

### Łyżwiarstwo szybkie
Mężczyźni
- Peter Adeberg

1500 m - 28. miejsce
5000 m - 8. miejsce
10 000 m - 8. miejsce
- Roland Freier

5000 m - 8. miejsce
10 000 m - 8. miejsce
- André Hoffmann

500 m - 21. miejsce
1000 m - 15. miejsce
1500 m - 
- Uwe-Jens Mey

500 m - 
1000 m - 
Kobiety
- Andrea Ehrig-Mitscherlich

500 m - 10. miejsce
1000 m - 4. miejsce
1500 m - 
3000 m - 
5000 m - 
- Karin Enke

500 m - 
1000 m - 
1500 m - 
3000 m - 4. miejsce
- Christa Luding

500 m - 
1000 m - 
- Gunda Niemann

1500 m - 7. miejsce
5000 m - 7. miejsce
- Angela Stahnke

500 m - 4. miejsce
1000 m - 6. miejsce
- Gabi Zange

3000 m - 
5000 m - 

### Saneczkarstwo
Mężczyźni
- Thomas Jacob

jedynki - 4. miejsce
- Jens Müller

jedynki - 
- Michael Walter

jedynki - 5. miejsce
- Jörg Hoffmann
Jochen Pietzsch

dwójki - 
- Stefan Krauße
Jan Behrendt

dwójki - 
Kobiety
- Steffi Martin

jedynki - 
- Ute Oberhoffner

jedynki - 
- Cerstin Schmidt

jedynki - 

### Skoki narciarskie
Mężczyźni
- Remo Lederer

Skocznia normalna - 21. miejsce
Skocznia duża - 22. miejsce
- Jens Weißflog

Skocznia normalna - 9. miejsce
Skocznia duża - 31. miejsce